# Werner Dieste
Werner Dieste (* 27. April 1957 in Anröchte; † 5. Januar 2022) war von Oktober 2001 bis Anfang 2016 Direktor des Landesfunkhauses Thüringen des Mitteldeutschen Rundfunks (MDR) in Erfurt.

## Leben
Ab Dezember 1991 war Dieste Mitarbeiter des MDR, bis 1998 zunächst als Abteilungsleiter Wort im Landesfunkhaus Thüringen in Weimar, danach von 1999 bis 2001 als Leiter des MDR-BildungsCentrums in Leipzig. Ab Oktober 2001 leitete er das MDR-Landesfunkhaus Thüringen. In dieser Funktion wurde er Anfang 2016 von Boris Lochthofen abgelöst.
Werner Dieste war Jurymitglied des Pater-Wolfgang-Seibel-Preises und des Katholischen Medienpreises.